# رالف بروكتور
رالف بروكتور هو رالف روسكو بروكتور (بالإنجليزية: Ralph Roscoe Proctor)‏ مهندس أمريكي (ولد في 16 ديسمبر 1894 وتوفي في 12 أكتوبر 1962) درس في جامعة جنوب كاليفورنيا في لوس أنجلوس واشتهر باختراعه تجربة بروكتور لرص التربة وعرفت باسمه.